# Anarchokolektivismus
Anarchokolektivismus je směr anarchismu, který zastává zrušení státu a soukromého vlastnictví výrobních prostředků. Namísto toho předpokládá kolektivní vlastnictví výrobních prostředků a jejich kontrolu samotnými pracujícími. Kolektivistický anarchismus je nejčastěji spojován s Michailem Alexandrovičem Bakuninem.
Anarchokolektivismus kontrastuje s anarchokomunismem, podle kterého by měly být zrušeny peníze a tedy i mzdy a distribuce statků by měly probíhat každému podle jeho potřeb, kdežto anarchokolektivismus ponechává způsob distribuce na volbě každé komunity zvlášť. Konečným ideálem obou směrů je „každý podle svých schopností, každému podle jeho potřeb“, ale neshodují se v tom, jak rychle lze tento ideál uskutečnit.